# Табмен, Уильям
Уильям Ваканарат Шадрак Табмен (англ. William Vacanarat Shadrach Tubman; 29 ноября 1895, Харпер, Либерия — 23 июля 1971, Монровия) — государственный и политический деятель Либерии. 19-й президент страны, дольше всех находившийся на посту (1944—1971).

## Биография
Принадлежал к старинному роду американо-либерийцев, первопоселенцев, прибывших на территорию будущей Либерии из США в 40-х годах XIX века. Отец У. В. Ш. Табмена был генералом либерийской армии, затем — спикером либерийского парламента. Оставив этот пост, он стал методистским проповедником.
У. В. Ш. Табмен получил юридическое образование, затем получил степень доктора юридических наук, гражданского права и философии. В 1937—1943 годы — помощник прокурора и член Верховного суда. В 1923—1931 годах и в 1934—1937 годах сенатор от графства Мэриленд. С 1944 года и до самой смерти в 1971 году — президент республики (с мая 1971 года исполнял 8-й срок) и одновременно, в соответствии с конституцией республики, глава правительства. Лидер правящей с 1878 года Партии истинных вигов. Активный деятель методистской епископальной церкви. Участник ряда международных конференций глав африканских государств.
Табмен — инициатор провозглашённой в 1944 году его правительством политики национальной унификации и интеграции («политики объединения»), официально направленной на ликвидацию антагонизма между немногочисленной прослойкой американо-либерийцев (переселенцев из США, поставленных в привилегированное положение) и коренным населением, в отношении к которому длительное время проводилась дискриминация.
Табмен был также сторонником политики «открытых дверей», направленной на всемерное привлечение иностранных инвестиций в экономику Либерии и создание для них режима наибольшего благоприятствования. Правительство Табмена также предприняло ряд мер для усиления роли государства в экономике и социального регулирования.
После операции на предстательной железе Тамбен скончался в лондонской клинике из-за послеоперационных осложнений.